# Taxa (série télévisée)
Pour les articles homonymes, voir Taxa (homonymie).
Taxa est une série télévisée danoise en 56 épisodes de 45 minutes diffusée du 14 septembre 1997 au 12 décembre 1999 sur DR1.
Cette série est inédite dans tous les pays francophones.

## Distribution

### Acteurs principaux
- Pernille Højmark (da) : Lotte Nielsen
- Zlatko Burić : Meho Selimoviz
- Pia Vieth (da) : Birgit Boye-Larsen
- Jesper Lohmann (da) : Finn Johansen
- Leif Sylvester Petersen (da) : Tom Lund
- Peter Gantzler : Mike Engholm
- John Hahn-Petersen (da) : Verner Boye-Larsen
- Margrethe Koytu (da) : Lizzie Boye-Larsen
- Anders W. Berthelsen : René Boye-Larsen
- Peter Mygind : Andreas Lund-Andersen

### Acteurs récurrents et invités
- Helene Egelund (da) : Gitte (42 épisodes)
- Trine Dyrholm : Stine Jensen (35 épisodes)
- Laura Christensen (da) : Fie Nielsen (34 épisodes)
- Torben Jensen (da) : Herman (29 épisodes)
- Ann Eleonora Jørgensen : Nina Boye-Larsen (26 épisodes)
- Jens Jørn Spottag (da) : Peter (22 épisodes, 1998-1999)
- Caroline Drasbæk (da) : Mai (19 épisodes, 1998-1999)
- Lars Knutzon (da) : Bentzon (15 épisodes)
- Claus Bue (da) : Kurt (14 épisodes)
- Tammi Øst (da) : Dr Mette Sandbæk (13 épisodes, 1998-1999)
- Vibeke Ankjær Axværd (da) : Louise Hald (12 épisodes, 1998-1999)
- Søren Spanning (da) : Claus Skovgaard (11 épisodes, 1997-1998)
- Solbjørg Højfeldt (da) : Eva Henningsen (11 épisodes, 1998-1999)
- Henrik Larsen (da) : Agerbo (11 épisodes)
- Jimmy Jørgensen : Philip 8 épisodes, 1998-1999
- Susanne Storm : Cecilie 8 épisodes, 1998-1999
- Marina Bouras : Rikke Christiansen 7 épisodes, 1997
- Sofie Gråbøl : Anna Sander 7 épisodes, 1999
- Hans Henrik Clemensen : John Damgård 7 épisodes, 1997-1998
- Morten Kristensen : Casper Boye-Larsen 7 épisodes, 1998-1999
- Caroline Johansen : Caroline Boye-Larsen 7 épisodes, 1998-1999
- Søren Pilmark : Mark Sander 6 épisodes, 1999
- Birthe Neumann : Kirsten Cornelius 6 épisodes, 1997-1998
- Janus Nabil Bakrawi : Valid 6 épisodes, 1999
- Birgit Conradi : Andreas' Mor 5 épisodes, 1998-1999
- Nis Bank-Mikkelsen : Mogens Sandbæk 5 épisodes, 1998
- Dorte Højsted : Jytte 5 épisodes, 1998
- Max Hansen : Poul-Erik 5 épisodes, 1998-1999
- Christoffer Bro : Nikolajsen 5 épisodes, 1998-1999
- Claes Bang : Christian, kriminalbetjent 5 épisodes, 1997-1999
- Thomas Bo Larsen : Sune 5 épisodes, 1999
- Ole Meyer : Gekko 4 épisodes, 1997-1998
- Lars Brygmann : Ulrik Warming 4 épisodes, 1999
- Kjeld Nørgaard : Bent Falk 4 épisodes, 1997-1998
- Benny Hansen : Vagn 4 épisodes, 1998
- Peter Steen : Ulrik Strandberg 4 épisodes, 1998
- Birgitte Simonsen : Maria 4 épisodes, 1999
- Søren Christensen : Nick 4 épisodes, 1999
- Bjarne Henriksen : Sebastian 4 épisodes, 1997-1998
- Nikolaj Steen : Leo 3 épisodes, 1999
- Sanne Graulund : Vibeke Warming, Ulriks kone 3 épisodes, 1999
- Puk Scharbau : Lulu 3 épisodes, 1999
- Henning Jensen : Toft 3 épisodes, 1999
- Rebecca Sørensen : Ulriks Datter 3 épisodes, 1999
- Ole Lemmeke : Anklager 3 épisodes, 1998
- Bent Mejding : Christian Cornelius 3 épisodes, 1998
- Fash Shodeinde : Pusher 3 épisodes, 1997-1998
- Christine La Cour : Pia Munk Jensen 3 épisodes, 1997-1998
- Peter Aude : Betjenten 3 épisodes, 1998
- Preben Harris : En Kunde 3 épisodes, 1997-1999
- Jan Elle : Spil Leder 3 épisodes, 1997-1998
- Peter Gilsfort : Lægen 3 épisodes, 1997-1998
- Daniel Kasim : Ali 3 épisodes, 1999
- Vera Gebuhr : Cecilie's Mormor 2 épisodes, 1998-1999
- Flemming Jensen : Lassen 2 épisodes, 1998
- Troels II Munk : Dommer 2 épisodes, 1998
- Ewald Larsen : Esben 2 épisodes, 1997-1998
- Birgitte Federspiel : Fru Magnusson 2 épisodes, 1997
- Jesper Langberg : Direktør Magnusson 2 épisodes, 1997
- Peter Belli : Hardy 2 épisodes, 1999
- Rikke Louise Andersson : Lulu 2 épisodes, 1997-1999
- Otte Svendsen : Ejvind 2 épisodes, 1999
- Marianne Høgsbro : Karin, læge 2 épisodes, 1997-1999
- Peter Jorde : Claes 2 épisodes, 1997-1999
- Robert Brzezinski : Polak 2 épisodes, 1997
- Kazimierz Mazur : Polak 2 épisodes, 1997
- Finn Storgaard : Rikkes Far 2 épisodes, 1997
- Kirsten Cenius : Terapeuten 2 épisodes, 1999
- Dejan Čukić : Dean 2 épisodes, 1998
- Nikolaj Lie Kaas : Dan 2 épisodes, 1999
- Sara-Marie Maltha : Nicole 2 épisodes, 1999
- Mette Munk Plum : Fru Toft 2 épisodes, 1999
- Regitze Schartau : Blondinen 2 épisodes, 1998
- Ebbe Trenskow : Orla 2 épisodes, 1998
- Lars Bjarke : Claes 2 épisodes, 1998
- Niels Hinrichsen : Andersen 2 épisodes, 1999
- Peter Mortensen : Bartender 2 épisodes, 1998
- Ole Alstrup : En Bums 2 épisodes, 1998-1999
- Jørn Faurschou : En Kunde 2 épisodes, 1998-1999
- Kim Jansson : Urobetjent 2 épisodes, 1999
- Erik Holmey : En Mand 2 épisodes, 1998
- Henrik Noël Olesen : Betjenten 2 épisodes, 1998-1999
- Carsten Colberg Møller : Jonas 2 épisodes, 1999
- Ansar Yawar : Rafik 2 épisodes, 1999
- Renan Macaoglu : Anwar 2 épisodes, 1999
- Beate Bille : Hermans Sekretær 2 épisodes, 1999